# Nuklearanlage Tricastin

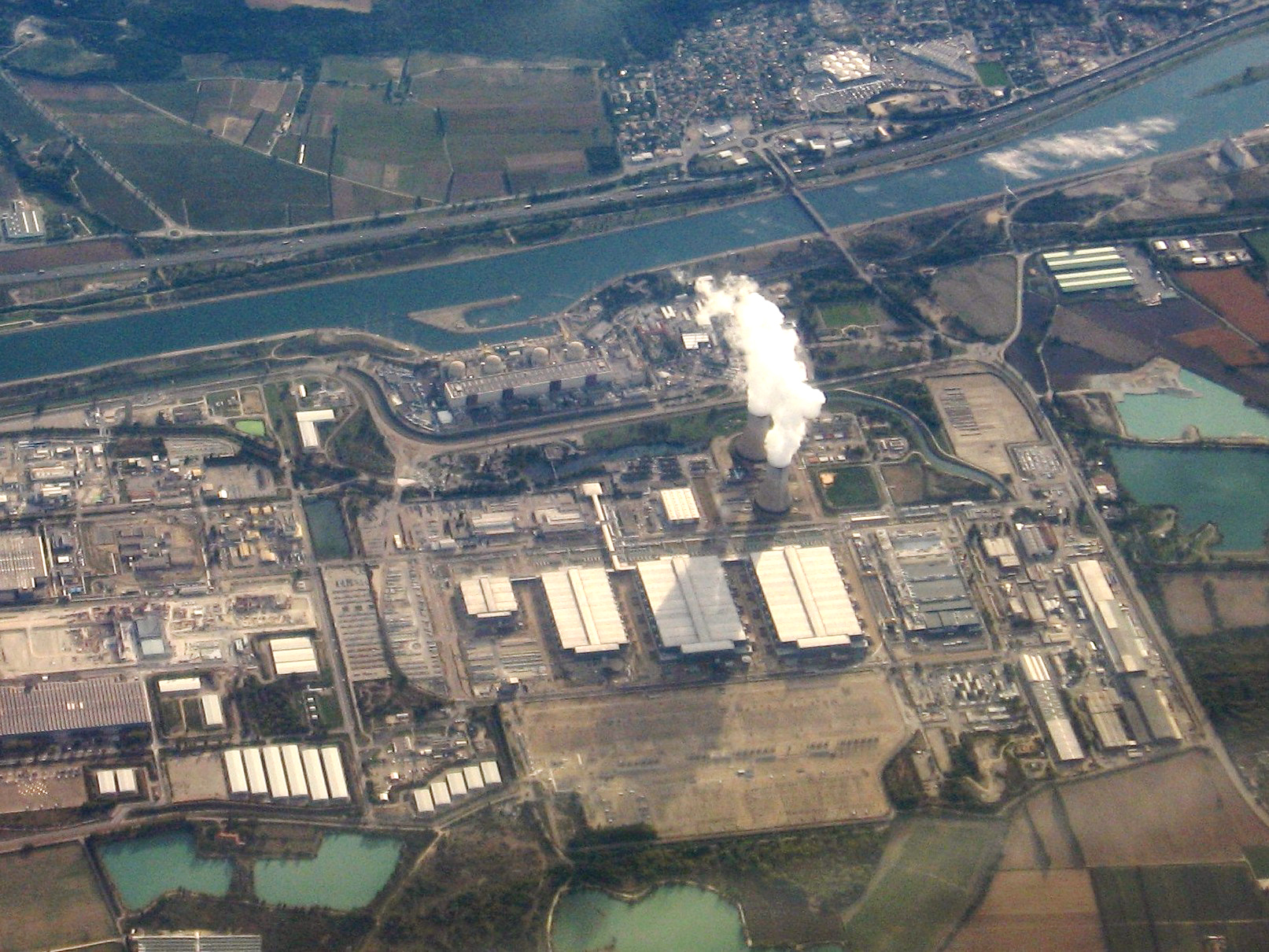
Luftaufnahme der Nuklearanlage Tricastin

Die Nuklearanlage Tricastin ist eine kerntechnische Anlage in der Nähe von Pierrelatte im Département Drôme am Canal de Donzère-Mondragon an der Rhône zwischen Valence (70 km flussaufwärts) und Avignon (65 km flussabwärts). Sie besteht aus mehreren Anlagen, darunter ein Kernkraftwerk mit vier Reaktorblöcken, zwei Urananreicherungsanlagen und einer Urankonversionsfabrik.

## Laufende Anlagen
Tricastin ist die wichtigste französische nukleare Industrieanlage nach der Wiederaufarbeitungsanlage La Hague. Auf einem Areal von 600 Hektar arbeiten über 5000 Angestellte für AREVA und Électricité de France sowie weitere Subunternehmen.
Die wichtigsten Einrichtungen sind:
- Commissariat à l’énergie atomique et aux énergies alternatives (CEA), Standort Pierrelatte, ein Atomwaffenforschungszentrum und eine stillgelegte Urananreicherungsanlage für atomwaffenfähiges Uran und Brennstoff für die Atomreaktoren der U-Boot-Flotte.
- Kernkraftwerk Tricastin mit vier Reaktorblöcken mit je 915 MW Leistung.
- Eurodif, das Unternehmen betreibt die zivile Urananreicherungsanlage (UAA) Georges Besse I für die Belieferung kommerzieller Reaktoren mit schwach angereichertem Uran. Eine neue Urananreicherungsanlage Georges Besse II ging 2009 in Betrieb.
- Comurhex, das Unternehmen betreibt eine Urankonversionsanlage, welche für die Urananreicherung Urantetrafluorid in Uranhexafluorid umwandelt. Im Rahmen des Comurhex II-Projekts entsteht seit Sommer 2007 eine weitere Anlage vor Ort.

### Kernkraftwerk Tricastin
Mit der Konstruktion der vier Leichtwasserreaktoren mit je 915 MW Leistung wurde 1974 begonnen, sie gingen 1980 bzw. 1981 ans Netz. Die Reaktoren werden direkt durch das Flusswasser der Rhône über den Canal de Donzère-Mondragon gekühlt.
Tricastin wird auch als einer der möglichen Standorte für einen zweiten französischen EPR gehandelt.

### Urananreicherungsanlagen von Eurodif

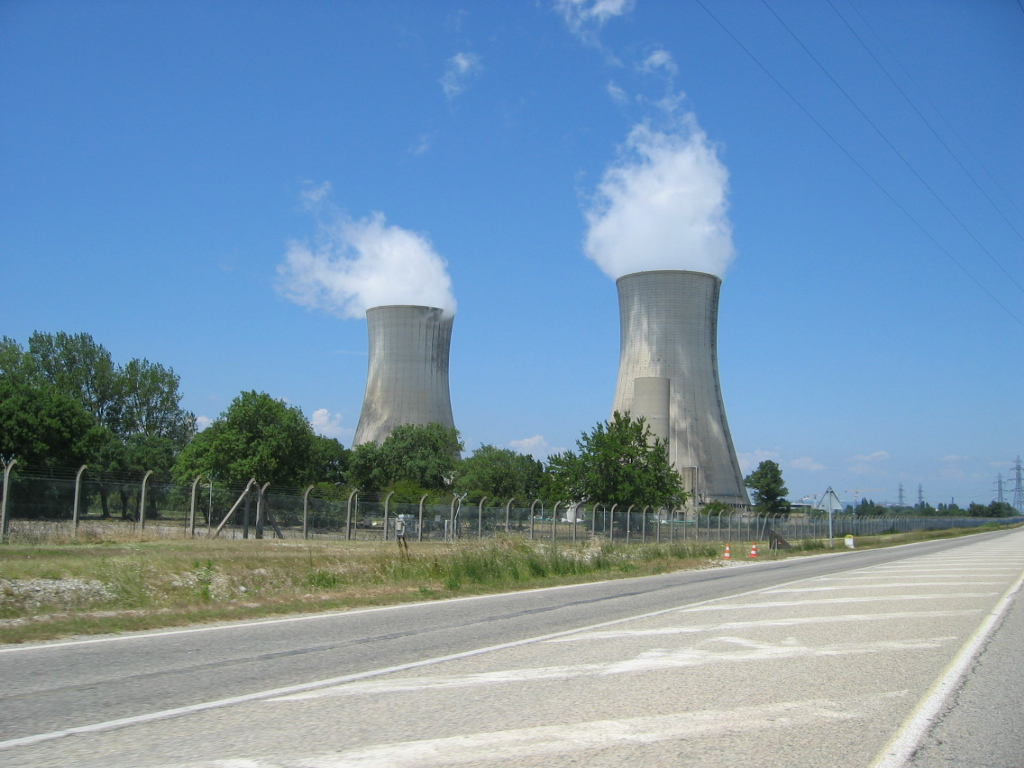
Die beiden Kühltürme der UAA von Eurodif

Die Urananreicherungsanlage (UAA) Georges Besse I ist seit 1979 in Betrieb und arbeitet nach dem energieintensiven Gasdiffusionsverfahren, welches für sich alleine drei Viertel (75 %) der gesamten Reaktorleistung am Standort beansprucht. Diese Anlage wird über die beiden Kühltürme am Standort gekühlt. Sie liefert darüber hinaus Fernwärme für 2.400 Wohnungen in Pierrelatte sowie die Beheizung von Gewächshäusern auf 42 ha Fläche, außerdem auch für eine örtliche Krokodilzucht, deren anfallende Tierhäute zur Lederherstellung benutzt werden.
Am 9. Dezember 2009 ging die neue Anlage Georges Besse II in Betrieb, welche nach dem energiesparenderen Gaszentrifugenverfahren arbeitet; sie soll 2012 ihre volle Leistung erreichen und dann Besse I ablösen.
Das 1974 gegründete AREVA-Tochterunternehmen SOCATRI kümmert sich um die Wartung, den geplanten Rückbau der Altanlage und die Reinigung der Abwässer.
Bei der Wartung kam es am 7. Juli 2008 zu einem Störfall, bei dem nach Betreiberangaben 30.000 Liter uranhaltiges Abwasser mit bis zu 75 kg Uran entwichen, teilweise in die Flüsse Gaffière und Lauzon gelangten sowie im Boden versickerten.
Ende September 2011 hob das Berufungsgericht in Nîmes das Urteil der Vorinstanz auf und verurteilte Socatri für die Trinkwasserverschmutzung zu einer Gesamtstrafe von über 500.000 Euro.
Die Anlage George Besse I wurde geschlossen. 2011 wurde mit dem Abbau begonnen.

### Comurhex Urankonversionsanlagen
1961 begann die CEA mit dem Bau einer Urankonversionsanlage unter dem Namen Societe des Usines Chimiques de Pierrelatte (SUCP), welche 1963 ihren Betrieb aufnahm. Sie wurde 1971 in Comurhex umbenannt und 1992 zu einer 100%igen Tochterfirma der Cogema, seit 2001 von AREVA. Die Fabrik wandelt Urantetrafluorid mit vor Ort durch Elektrolyse hergestelltem Fluor in Uranhexafluorid um. Das Urantetrafluorid wird aus der Comurhexanlage des Urankonversionswerks Malvési in Narbonne angeliefert. Darüber hinaus wurde aus den Wiederaufarbeitungsanlagen La Hague und Karlsruhe stammendes Uranylnitrat in Urantetrafluorid, anschließend in Uranhexafluorid umgewandelt. Dieser Fabrikteil soll bis Ende 2008 endgültig stillgelegt werden. Die maximale Produktionskapazität der gesamten Anlage beträgt 14.000 Tonnen pro Jahr. Das produzierte Uranhexafluorid dient der Anreicherung vor Ort oder wird an andere Anreicherungsanlagen in den USA, Russland und der Urenco-Gruppe geliefert.
Am 1. Juli 1977 verursachte ein unerfahrener Arbeiter einen Ventilbruch, worauf Uranhexafluorid aus einem Gaszylinder entwich und sich eine größere Wolke aus Flusssäure über der betroffenen Werkhalle bildete. Neun betroffene Personen wurden zur Beobachtung in ein Krankenhaus eingeliefert und der Bürgermeister der benachbarten Gemeinde Bollène warnte vor dem Verzehr ungewaschenen Obstes oder Gemüses.
Radioaktiv verunreinigte Fluorabfälle wurden von 1964 bis 1977 in einem Hügel auf dem Gelände entsorgt, anschließend bis 1999 in der nahe gelegenen Deponie von Solérieux.
Für neue Fabriken an den Standorten Malvési und Tricastin im Rahmen des Comurhex II-Projektes will AREVA insgesamt 610 Mio. Euro investieren, der Baubeginn war im Sommer 2007. Laut Planung soll die erste Produktion 2012 erfolgen, mit einer Anfangsgröße von 15.000 Tonnen pro Jahr, welche je nach Bedarf auf bis zu 21.000 Tonnen ausgeweitet werden könnte. Nach eigenen Angaben ist die Firma der weltgrößte Hersteller von Uranhexafluorid mit einem Anteil von 26 % und europaweit größter Produzent von Fluor. Darüber hinaus werden am Standort eine Reihe weiterer Produkte der Fluorchemie hergestellt. Im Jahre 2006 waren 359 Angestellte im Unternehmen beschäftigt.
- Am 23. August 2008 meldete das ZDF Heute-Journal einen neuen Zwischenfall in der Anlage Pierrelatte: Durch ein defektes Ventil sei erneut eine kleine Menge radioaktives Uran in den Boden gelangt, so teilte der Betreiber Comurhex mit. Die französische Atomaufsichtsbehörde Autorité de sûreté nucléaire untersuchte den Vorfall.[10]

Mit Eröffnung der Comurhex-II-Anlage Philippe Coste hat als Teil des Comurhex II-Projektes am den Betrieb aufgenommen, sie ersetzt die hier beschriebene Anlage in Tricastin.

### Areva NC Pierrelatte
Urankonversionsanlage zur Umwandlung des angereicherten Uranhexafluorids in Uranoxid (U3O8) und Vorbereitung des Urans zur Brennelementeherstellung. Darüber hinaus sorgt das Unternehmen für die Wartung der Urantransportbehälter, verarbeitet Atommüll und arbeitet am Abriss der stillgelegten Teile der Urananreicherung. Im Jahre 2006 waren im Unternehmen 901 Angestellte beschäftigt.

## Stillgelegte Anlagen

### Brennelementefabrik FBFC Pierrelatte
Die Brennelementefabrik Franco-Belge de fabrication de combustible (FBFC) Pierrelatte wurde 1983 gegründet und produzierte Uranbrennelemente und Kontrollstäbe für Leichtwasserreaktoren. Sie konnte 400 Tonnen Uran pro Jahr verarbeiten und wurde 1998 stillgelegt. Die Inneneinbauten wurden bis 2003 demontiert und hinterließen schwach radioaktiven Atommüll in Höhe von 2000 Tonnen. Die Produktion der unbefüllten Brennstabhüllen bzw. der Brennstabbündel als Vorstufe für die Brennelementefabrik FBFC Romans-sur-Isère blieb erhalten. Im CERCA-Labor werden darüber hinaus radioaktive Strahlungsquellen für die Industrie und medizinische Anwendungen weiterhin hergestellt.

### Teilanlage von Comurhex
Eine Anlage von Comurhex zur Reduktion des abgereicherten Uranhexafluorids in Urantetrafluorid ist vermutlich nicht mehr in Betrieb, da die anschließende Reduktion des Urantetrafluorids in metallisches Uran am Standort Malvési 1991 eingestellt wurde.

### CEA Urananreicherungsanlage und Atomwaffenforschung
1958 bestimmte Präsident Charles de Gaulle Tricastin zum Standort für den Aufbau einer eigenen Urananreicherungsanlage für militärische Zwecke, welche 1963 den ersten Betrieb aufnahm und 1960 ursprünglich ca. 2 Milliarden Francs kosten sollte. Sie produzierte hochangereichertes Uran nach dem Gasdiffusionsverfahren für die französischen Atombomben und U-Boot-Reaktoren und kostete mindestens 4,5 Milliarden Deutsche Mark (in Kaufkraft von 1968), nach anderen Angaben 7 Milliarden Mark zuzüglich 400 Millionen Mark jährlicher Unterhaltskosten.
Am 16. Juli 1965, ein Jahr vor dem Austritt Frankreichs aus der militärischen Integration der NATO und dem Abzug der alliierten Truppen, kam es zu einem Luftzwischenfall über der Anlage von Pierrelatte. Ein amerikanisches Aufklärungsflugzeug vom Typ RF 101 „Voodoo“ vom Flughafen Ramstein (Pfalz) hatte nach französischen Angaben die Anlage viermal in 600 m Höhe überflogen und dabei 175 Fotos angefertigt, welche unmittelbar nach der Landung auf französisches Verlangen hin übergeben wurden. Der französische Versuch, den Aufklärer mit einem Jagdflugzeug vom Typ SNCASO SO-4050 Vautour abzufangen, war vorher fehlgeschlagen, da der Aufklärer eine deutlich höhere Maximalgeschwindigkeit erreichte. Der Zwischenfall verschärfte die bereits angespannten diplomatischen Beziehungen zu den USA, die von einem angemeldeten Routineflug sprachen, der einem Gewitter habe ausweichen müssen.
Die Anlage wurde 1996 stillgelegt. 1998 wurde mit dem Rückbau begonnen, der bis 2010 andauern soll.

## Störfälle
- Im April 1976 kam es bei 13 Arbeitern auf dem Gelände zu mysteriösen Erkrankungen. Die Gewerkschaft Confédération française démocratique du travail (CFDT) machte dafür verseuchtes Trinkwasser verantwortlich, welches nach Analysen einen abnorm hohen Gehalt von 2,45 mg Uran und 5 mg Fluor pro Liter aufwies.[19]
- 1984 kollidierte der Frachter „Mont Louis“ vor Ostende mit einer Passagierfähre und sank. Er transportierte 30 Stahlfässer, gefüllt mit insgesamt 350 Tonnen Uranhexafluorid aus der Anlage Tricastin von Le Havre über Riga zur Wiederaufarbeitung in der Sowjetunion. Die Fässer konnten später alle geborgen werden.
- Am 12. April 1987 kam es auf dem Gelände erneut zu einem Leck und Freisetzung von Uranhexafluorid, bei dem sieben Arbeiter verletzt wurden.[20] Die Kosten des Zwischenfalls werden auf 59 Millionen Dollar geschätzt. Die Kosten von Atomunfällen in der Kernenergie-Forschung und zivilen Nutzung weltweit werden in diesem Zusammenhang auf weit über 400 Milliarden Dollar geschätzt.[21]
- am 30. Juni 2008 gelangten 30 Kubikmeter uranhaltiges Wasser in die Umgebung.[22]
- Am 2. Juli 2011 kam es zu einer Explosion und einem Brand in einem Transformator. Nach Angaben des Betreibers geschah dies „außerhalb des nuklearen Bereiches“; der Brand sei rasch gelöscht worden.[23]